# محطة براقي للبحوث الغابية
محطة البحث الغابي ببراقي هي ملحقة تجريبية تابعة المعهد الوطني للأبحاث الغابية (INRF)، وتقع ضمن المزرعة الزراعية مهدي بوعلام في براقي بولاية الجزائر العاصمة.

## الموقع
تقع محطة SRFB على بعد 18 كم جنوب شرق مدينة الجزائر في المزرعة الزراعية مهدي بوعلام بباراكي. وهي مجاورة لـالمعهد الوطني للبحث الزراعي في الجزائر (INRAA).

## المهام
تُعنى هذه المحطة التابعة للـمعهد الوطني للبحث الغابي بمعالجة القضايا المتعلقة بتطوير الوراثة الغابية، والتقانة الحيوية للغابات، وبرامج التشجير وإعادة الغطاء النباتي.

## البرنامج البحثي

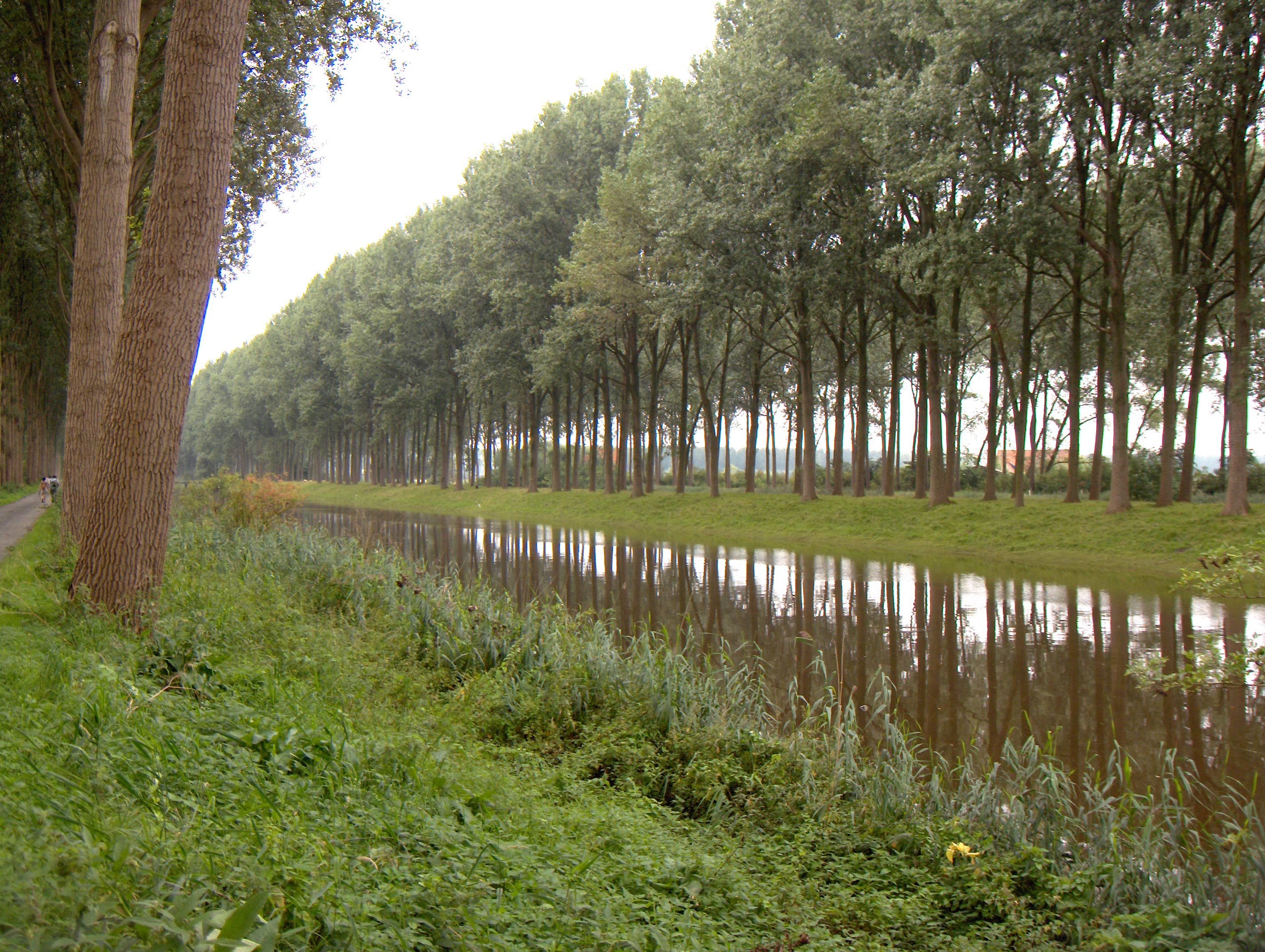
زراعة الحور.

يرتكز البرنامج البحثي للمحطة على عدة محاور متكاملة ويشمل:
- التقانة الحيوية الغابية والتشجير؛
- تحسين الوراثة للأصناف الغابية وشبه الغابية؛
- إعادة تشجير المناطق الطبيعية؛
- تطوير زراعة الحور؛
- تطوير الميكنة في المشاتل؛
- البحث وتطوير الأنواع الصحراوية؛
- تحسين وتنمية الحلفاء عذم حلفائي؛
- دراسة فيزيولوجيا الأركان؛
- مكافحة تعرية التربة؛
- تطوير الجوز والفستق الحلبي.

## النباتيات

### الأركان

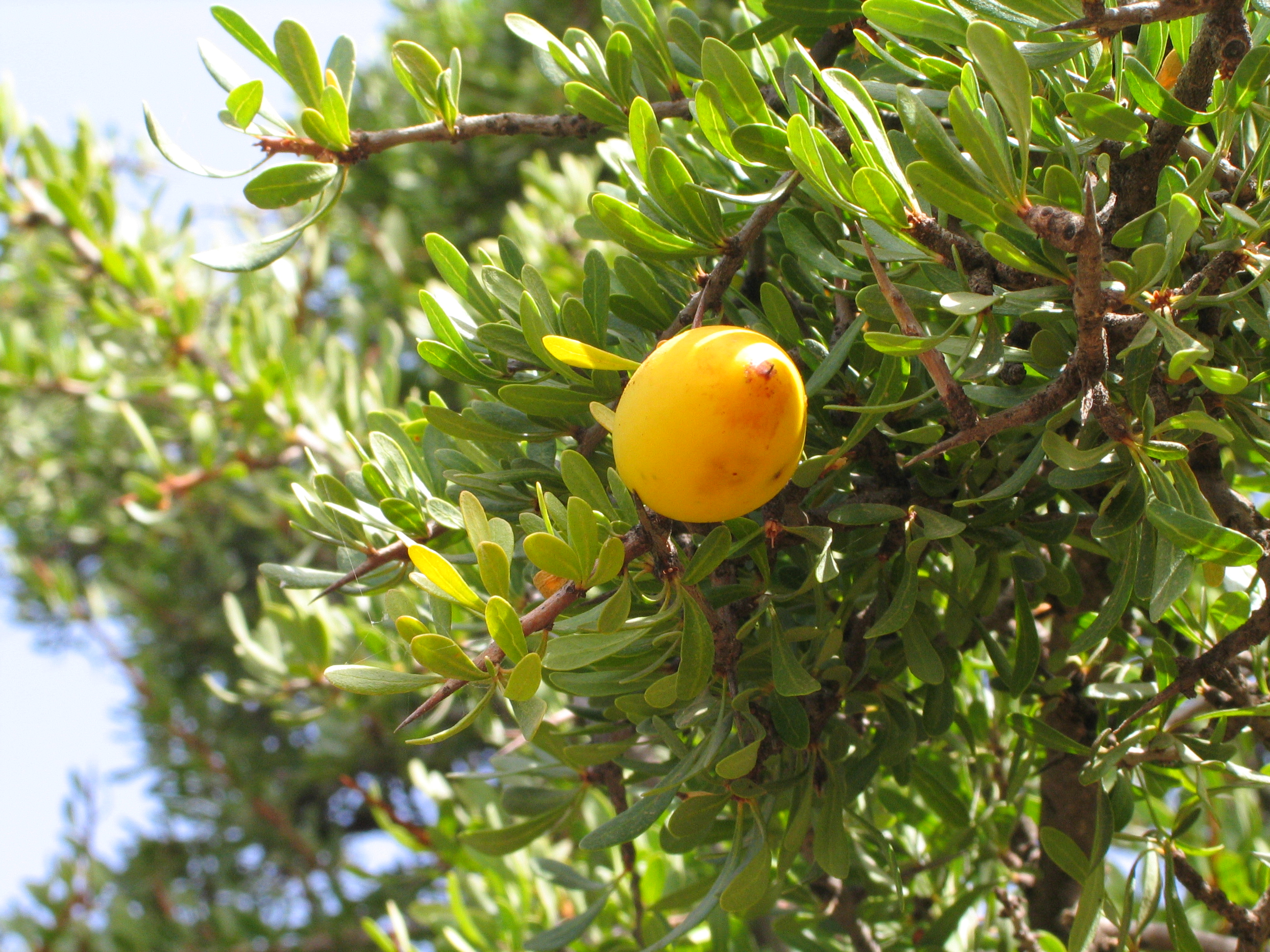
ثمرة أركان (أركان (شجرة)).

تنتج المحطة في مشتلها نباتات الأركان (Argania spinosa) وهي مغطاة البذور سوبوتية مستوطنة في شمال إفريقيا وخاصة في جنوب غرب الجزائر (ولاية تندوف). يتميز الأركان بقدرته على التكيف مع الحرارة والجفاف ويستخدم في إنتاج الزيت، العلف، والوقود الحيوي.

### الفستق

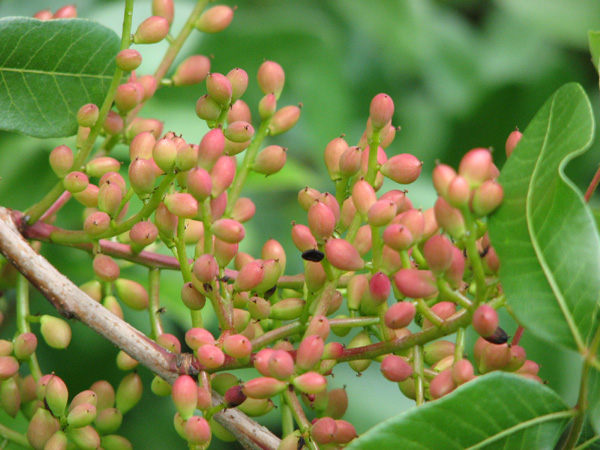
ثمار الفستق التربنتين (بطم تربنتيني).

تعمل المحطة على تطوير زراعة الفستق الحلبي (Pistacia vera) نظراً لأهميته الاقتصادية والبيئية في الجزائر. يمكن للفستق النمو في مناطق جافة جداً تصل أمطارها إلى 200 ملم سنويًا ويستخدم في صناعة الحلويات والدواء. كما يعد خيارًا جيدًا لإعادة تأهيل المناطق الهامشية المهددة بالانجراف نظراً لتحمله للجفاف والكلس والملوحة.
تركز تجارب المحطة على تقنيات التطعيم واختيار أفضل الأصول والتراكيب الوراثية.

### الحلفاء

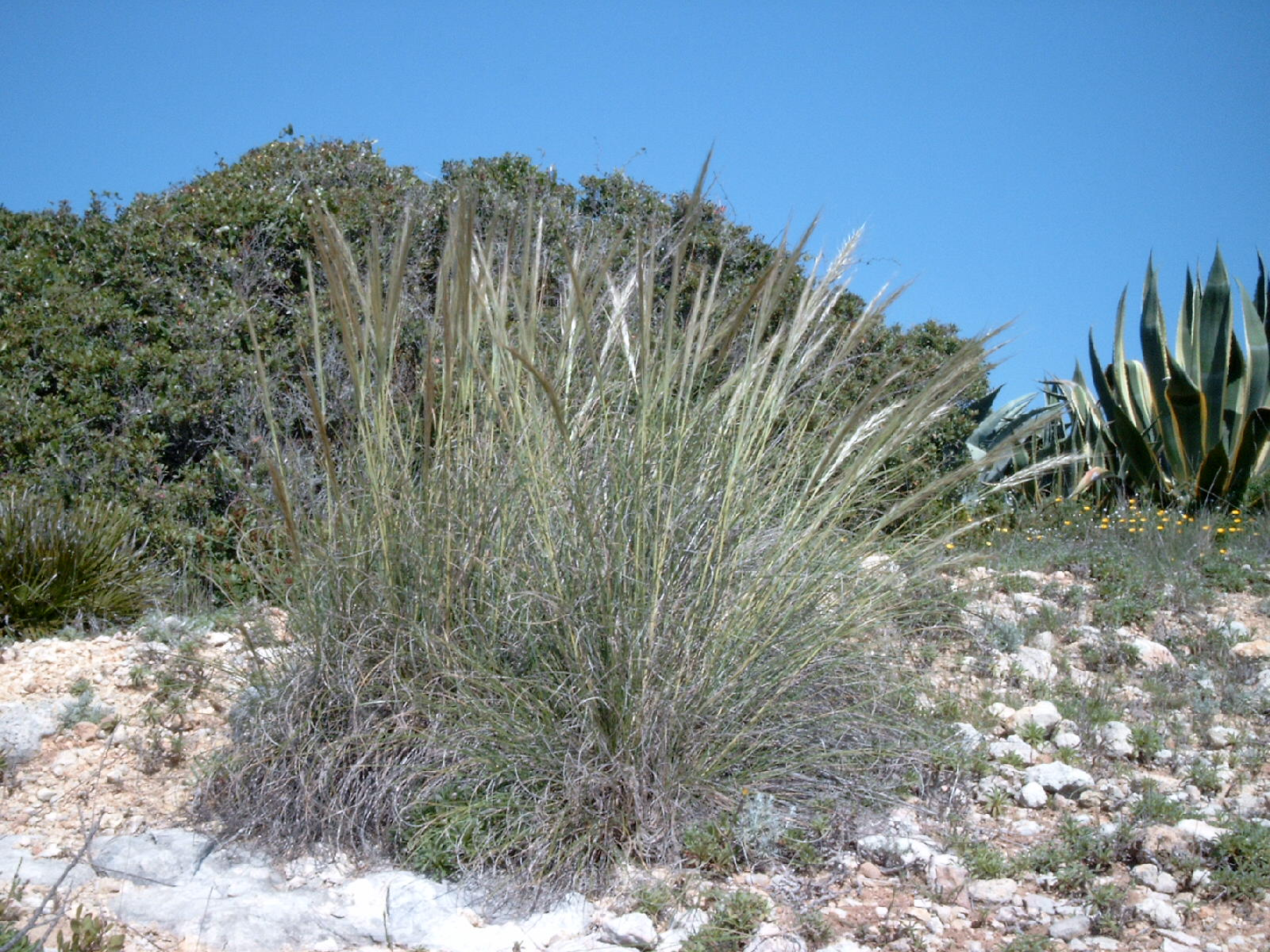
الحلفاء (عذم حلفائي).

تساهم المحطة في تنمية زراعة الحلفاء التي تواجه تدهوراً ملحوظاً في الجزائر. يجري العمل على دراسة التنوع المورفولوجي والقدرة التكيفية لعدة مصادر من مناطق ولاية الجلفة إلى ولاية المسيلة، ويتم اختبارها في المشاتل والحقول وتجميع البيانات لتحليلها إحصائيًا.

### زراعة الجوز

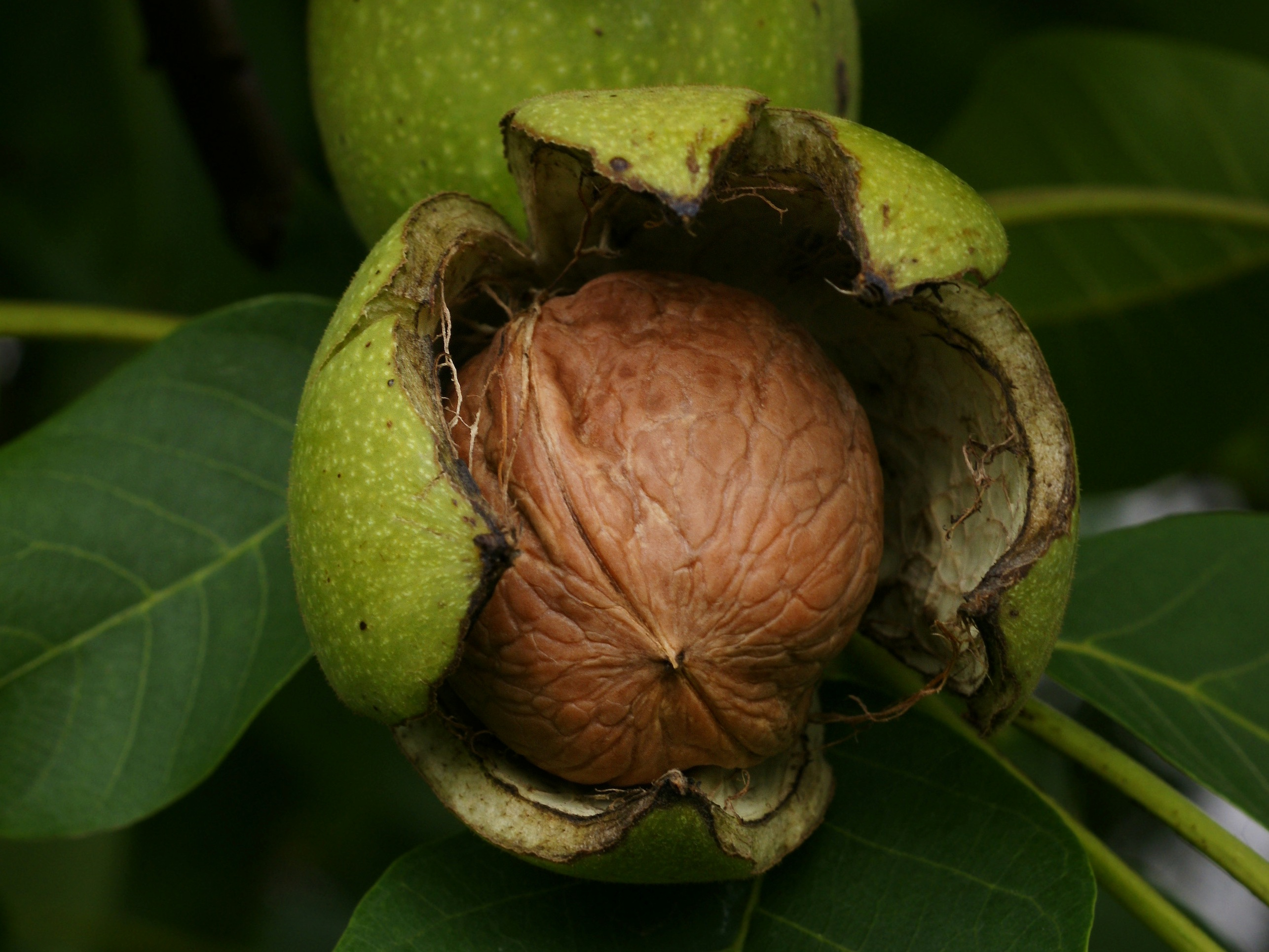
جوز (جوز شائع).

تعتبر المحطة رائدة في زراعة الجوز لمواجهة التراجع الملحوظ لهذا النوع في الجزائر. نظراً لغياب أصناف جزائرية معروفة، تعتمد الزراعة التقليدية على بذور غير محسنة، ما يؤدي إلى بساتين ضعيفة الإنتاج. لذلك تسعى المحطة إلى تحسين واستصلاح هذه الزراعة من خلال إنتاج شتلات منتقاة ومطعمة.

### سرو الطاسيلي

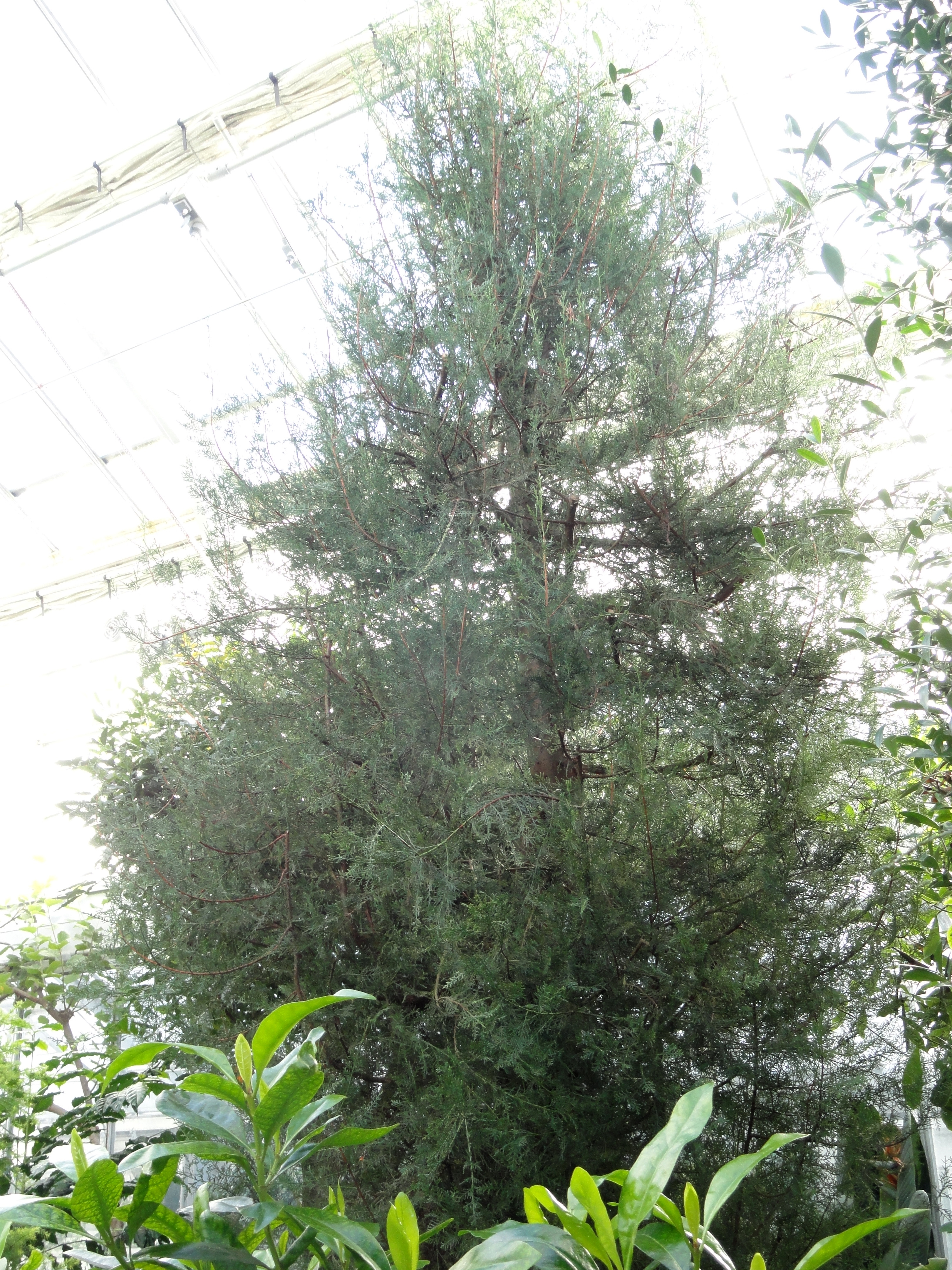
سرو الطاسيلي (سرو صحراوي).

تحتضن المحطة شتلات سرو الطاسيلي وتعمل على دراسة بيولوجيا تكاثره وإكثاره خارج الجسم الحي في المختبر بهدف حفظه ومضاعفته من خلال التكاثر النباتي. كما يجمع المواد النباتية من غابات حفظية خاصة بالمحطة ويتم تنفيذ برامج إكثار بالتعاون مع مؤسسة سوناطراك ومحمية الطاسيلي وجامعة مولود معمري بـ تيزي وزو.

## المنشورات

### منشورات دولية
نشرت المحطة عدة أبحاث في مجلات دولية حول الأركان والحور والفستق وسرو الطاسيلي وغيرها.

### منشورات وطنية
كما أصدرت أبحاثًا محلية في مجلات وطنية تناولت مواضيع الغابات والبيئة والتنوع البيولوجي وإدارة الموارد الطبيعية.

## روابط خارجية
- وزارة الفلاحة والتنمية الريفية نسخة محفوظة 19 نوفمبر 2016 على موقع واي باك مشين.
- وزارة التعليم العالي والبحث العلمي نسخة محفوظة 25 أغسطس 2013 على موقع واي باك مشين.